# Hamed Afagh
Hamed Afagh (en persan : حامد آفاق اسلامیه), né le 1er février 1983 à Mashhad, en Iran, est un joueur iranien de basket-ball, évoluant au poste d'arrière.

## Palmarès
- Champion d'Asie 2007, 2009, 2013